# 貝洛納 (紐約州)
貝洛納（英語：Bellona）是位於美國紐約州耶芝縣的非建制地區。

## 歷史
貝洛納的郵局自1868年營運至今。

## 地理
貝洛納所處的海拔為高於海平面221米（即725英呎），而該地所採用的時區為UTC-5，即北美东部时区（EST）。同時該地設有夏令時間，為UTC-5調快一小時，即UTC-4（EDT）。